# Legal Hustle
Albums de Cormega
The True Meaning
(2002) The Testament
(2005)
Singles
1. Let It Go
Sortie : 13 avril 2004
2. Dangerous
Sortie : 28 juin 2004

Legal Hustle est le troisième album studio de Cormega, sorti le 25 mai 2004.
L'album s'est classé 8e au Top Independent Albums, 22e au Top R&B/Hip-Hop Albums et 174e au Billboard 200.

## Liste des titres
| No  | Titre                                                                                         | Contient un (des) sample(s) de                                                                       | Durée |
| --- | --------------------------------------------------------------------------------------------- | --- | ----- |
| 1.  | Intro (Produit par Ax (The Bull), The Feil Brothers et Cormega)                               | We the People Who Are Darker Than Blue de Curtis Mayfield Hold Me, Thrill Me, Kiss Me, Kill Me de U2 | 2:50  |
| 2.  | Beautiful Mind (Produit par Cormega)                                                          | Ike's Mood I d'Isaac Hayes                                                                           | 2:40  |
| 3.  | Let It Go (featuring M.O.P. – Produit par Emile)                                              | Time de Manfred Mann Chapter Three                                                                   | 5:37  |
| 4.  | The Bond (featuring Doña – Produit par Ax (The Bull))                                         | | 3:13  |
| 5.  | Bring It Back (Produit par Ayatollah)                                                         | You've Lost That Lovin' Feelin' d'Isaac Hayes                                                        | 2:46  |
| 6.  | Hoody (featuring Doña et Tony Touch [scratches] – Produit par Cormega)                        | UFO d'ESG                                                                                            | 2:12  |
| 7.  | Dangerous (featuring Unda P et Vybz Kartel – Produit par Ill Will Fulton et J. Waxx Garfield) | Tempo d'Anthony Red Rose Dangerous de Conroy Smith                                                   | 3:44  |
| 8.  | Tony/Montana (featuring Ghostface Killah – Produit par The Fiel Brothers)                     | Ship Ahoy des O'Jays                                                                                 | 3:35  |
| 9.  | Personified (featuring Doña – Produit par Spunk Bigga)                                        | I Wanna Write You a Love Song de David Oliver                                                        | 3:26  |
| 10. | Stay Up (featuring Kira – Produit par Cormega)                                                | Love T.K.O. de Teddy Pendergrass                                                                     | 4:20  |
| 11. | Deep Blue Sea (featuring Jayo Felony et Kurupt – Produit par Emile)                           | Ain't No Love (Left in My Heart for You) d'High Inergy                                               | 4:22  |
| 12. | More Crime (featuring The Jacka – Produit par Maki)                                           | | 4:23  |
| 13. | Monsters Ball (featuring Banger, Lake et Maino – Produit par Ax (The Bull))                   | | 3:31  |
| 14. | Redemption (featuring AZ – Produit par Emile)                                                 | | 3:36  |
| 15. | Respect Me (featuring Doña – Produit par Ax (The Bull))                                       | Así No Te Amará Jamás d'Amanda Miguel                                                                | 3:37  |
| 16. | Sugar Ray And Hearns (featuring Large Professor – Produit par J-Love)                         | Do What He Wants de Tessie Hill                                                                      | 1:54  |
| 17. | The Machine (featuring Doña et Miz – Produit par Ax (The Bull))                               | Tu Y Yo d'Emmanuel                                                                                   | 3:14  |